# Horsens Kommune (1970–2006)
| Strukturdaten       | Strukturdaten   |
| ------------------- | --------------- |
| Sitz der Verwaltung | Horsens         |
| Fläche              | 188,84 km²      |
| Einwohner           | 58.560 (2005)   |
| Kommune seit 2007   | Horsens Kommune |

Horsens Kommune war bis Dezember 2006 eine dänische Kommune im damaligen Vejle Amt in Jütland. Seit Januar 2007 ist sie zusammen mit  den Kommunen Gedved und Brædstrup (ohne den östlichen Teil des Kirchspiels Voerladegård) Teil der neuen Horsens Kommune.
Horsens Kommune wurde im Rahmen der Verwaltungsreform von 1970 neu gebildet und umfasste neben der Stadt Horsens folgende Sogn:
- Endelave Sogn
- Hansted Sogn
- Hatting Sogn
- Kloster Sogn
- Lundum Sogn
- Nebel Sogn
- Sønderbro Sogn
- Tamdrup Sogn
- Torsted Sogn
- Tyrsted Sogn
- Uth Sogn
- Vær Sogn